# Asad ibn al-Furát
Asad ibn al-Furát (arabsky أسد بن الفرات‎, 759 Harrán – cca. 828 Sicílie) byl významným muslimským právním učencem působícím v Kajruvánu na území dnešního Tuniska. V roce 827 vedl arabskou vojenskou výpravu na Sicílii.

## Životopis
Jeho rodina původně pocházela z mezopotámského Harránu, ale později Asad se svým otcem odešel do Ifríkie. Studoval v Medíně u Málika ibn Anase, zakladatele Málikovského mazhabu, a v Kúfě u žáků Abú Hanífy, zakladatele hanífovské školy. Své názory ohledně práva shrnul ve svém nejznámějším spise al-Asadía, který se stal na území Ifríkie velmi populárním. Zabýval se také myšlenkami Hanífova žáka Muhammada aš-Šaibáního a je považován za prvního šiřitele jeho učení na západě islámského světa.
Po svém návratu do Ifríkie se Asad stal kádím v Kajruvánu, ale brzy si znepřátelil aghlabovského vládce Zijádatulláha I. (vládl 817–838), kterého často kritizoval kvůli jeho údajnému finančně nákladnému a bezbožnému stylu života. Zijádatulláh se proto rozhodl Asada umlčet a jmenoval ho velitelem tažení proti Byzantincům na Sicílii, daleko od jeho původního působiště. Pod záminkou vojenské pomoci byzantskému vzbouřenci Eufemiovi se Asad v roce 827 vylodil se svými arabskými jednotkami na Sicílii a dobyl Marsalu. Po porážce byzantské armády postupovali muslimové na Syrakusy a oblehli je, ale nedokázali město dobýt. Brzy poté Asad ibn al-Furát onemocněl morem a zemřel.